# Góry Van Reesa
Góry Van Reesa (indonez. Pegunungan Van Rees) – pasmo górskie w Indonezji na Nowej Gwinei, w południowej części prowincji Papua; na południu od Gór Śnieżnych oddzielone doliną rzeki Tariku, na wschodzie od gór Gauttiera doliną rzeki Mamberamo.
Długość pasma około 150 km, najwyższy szczyt: Gunung Dom (1430 m n.p.m.).